# Samuel Dresden

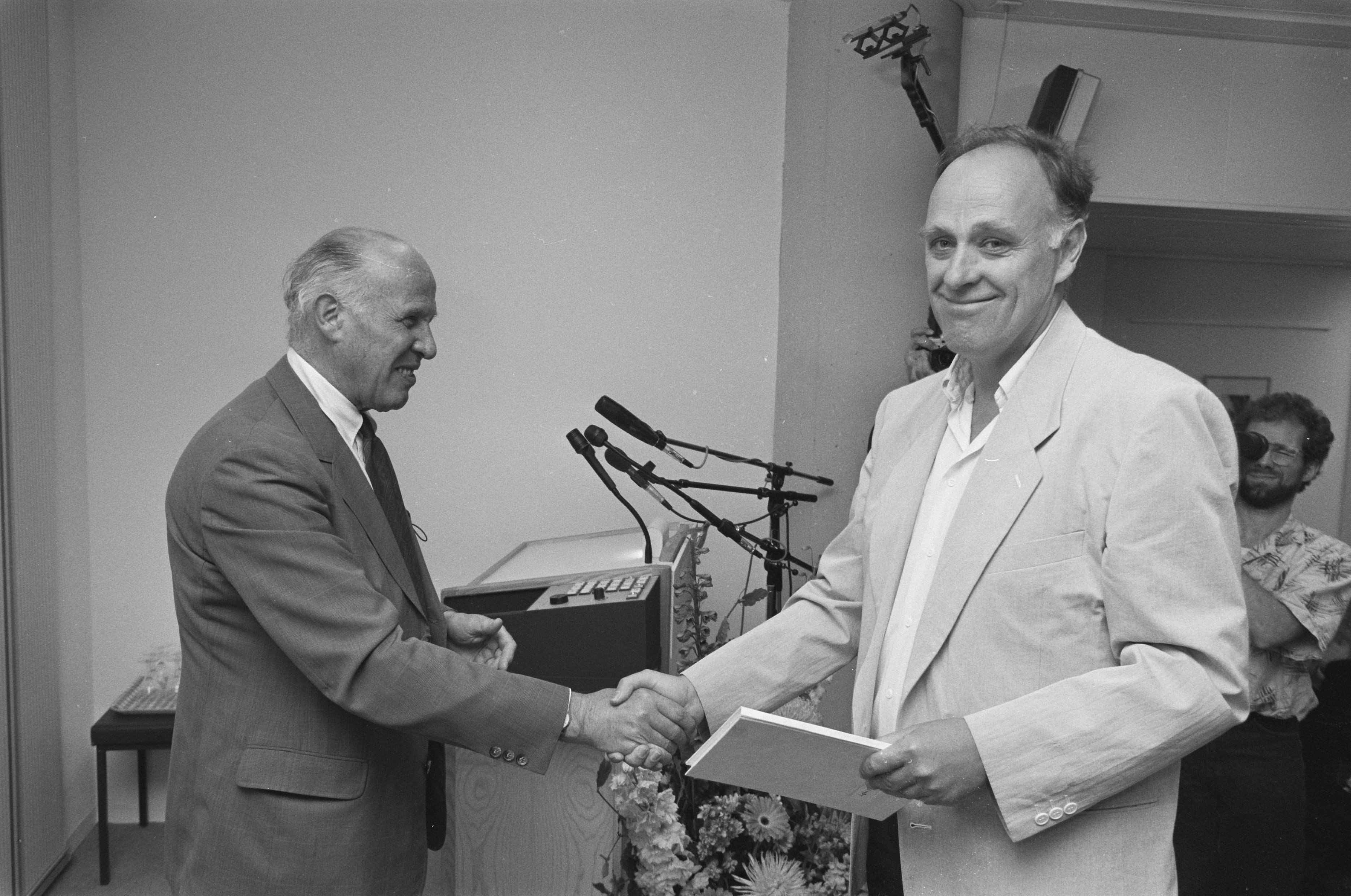
Samuel Dresden (links) überreicht 1987 Hugo Brandt Corstius (rechts) den P.C.-Hooft-Preis

Samuel Dresden (auch Sem Dresden; * 5. August 1914 in Amsterdam; † 6. Mai 2002 in Leiden) war ein niederländischer Romanist und Literaturwissenschaftler.

## Leben
Samuel stammte aus einer jüdischen Familie. Er war der Sohn des Diamantschleifers Abraham Dresden (* 8. Januar 1890 in Amsterdam; † 31. Januar 1945 in Oranienburg) und dessen Frau Henriette Smit (* 5. September 1889 in Amsterdam; † 22. April 1945 in Eidelstadt). Er besuchte das Vossius Gymnasium in Amsterdam. 1933 bis 1938 absolvierte er Studien zur französischen Sprache und der Literaturwissenschaft an der Universität von Amsterdam und an der Sorbonne in Paris. Nach kurzer Zeit als Lehrer in Den Haag, wurde Dresden 1939 Lehrer am Lyceum in Amsterdam und promovierte am 29. September 1941 in Amsterdam mit der Arbeit L'artiste et l'absolu. Paul Valéry et Marcel Proust (deutsch: Die Künstler und das Absolute. Paul Valery und Marcel Proust) cum laude zum Doktor der Philosophie.
Ab 1941 bis 1943 wirkte er als Lehrer am jüdischen Lyceum und der jüdischen Handelsschule in Amsterdam. Dresden wurde während der Zeit der deutschen Besetzung der Niederlande (1940–1945) im Zweiten Weltkrieg, vom 23. September 1943 bis zum 12. April 1945 im Durchgangslager Westerbork interniert. Zu Kriegsende kehrte er nach Amsterdam zurück, wo er am dortigen Lyceum wieder eine Stelle als Lehrer fand. Am 30. Januar 1947 erhielt er eine Berufung als außerordentlicher Professor für moderne französische Literatur an die Universität Leiden, welches Amt er am 14. März 1947 antrat und am 23. Mai desselben Jahres die Einführungsrede Moderne Franse Romankunst (deutsch: Moderne französische Romankunst) antrat. Am 23. Juni 1951 wurde er ordentlicher Professor der französischen Literatur und erhielt am 13. August 1975 den Lehrauftrag für allgemeine Literaturwissenschaft.
Im Akademiejahr 1962/63 war er Rektor der Alma Mater, wozu er zum 388. Universitätsjubiläum am 8. Februar 1963 die Rektoratsrede Souvenir, een beschouwing over kunst en kitsch (deutsch: Souvenir, eine Betrachtung über Kunst und Kitsch) hielt. Am 2. Mai 1980 wurde er aus seiner Professur emeritiert. Dresden hatte über 200 kleinere Artikel in diversen Zeitschriften und Journalen seiner Zeit verfasst und erhielt zahlreiche Literaturpreise, so unter anderem 2002 den P.C.-Hooft-Preis. Seit 1950 war er Mitglied der königlichen niederländischen Akademie der Wissenschaften, begleitete von 1978 bis 1981 die Präsidentschaft der Gelehrtengesellschaft und wurde 1981 zum Kommandeur des Ordens von Oranien-Nassau ernannt.

## Familie
Dresden verheiratete sich am 26. Juli 1939 in Amsterdam mit Henny Clara Konijn (* 2. März 1916; † 12. September 2013), die Tochter des Kaufmanns Jacob Konijn (* 19. März 1884 in Amsterdam; † 26. Oktober 1942 in Auschwitz) und dessen Frau Judith Chumaceiro (* 27. Dezember 1885 in Amsterdam; † 7. Dezember 1942 in Auschwitz). Aus der Ehe stammen zwei Töchter und ein Sohn. Von den Kindern kennt man:
- Henriette (Hans) Dresden (* 23. Januar 1940 in Amsterdam) verheiratet mit Heko Köster
- Judith Dresden (* März 1941 in Amsterdam) verheiratet im Dezember 1974 mit Herman Verhaar (* 3. September 1944 in Den Haag; † 28. Mai 2010 in Rijswijk)
- Mark Job Dresden (* 12. Juni 1948 in Leiden) verheiratet mit Marianne Hensel

## Werke (Auswahl)
- Humanismus und Renaissance (aus d. Holländ. von Lilo Riedel). München, Kindler, 1968
- 'Erasmianische Humanitas und aufklärerische Humanität', in: Aufklärung und Humanismus, hrsg. von Richard Toellner (1980)
- L'artiste et l'absolu. Paul Valéry et Marcel Proust. 1941